# Elixir (Freebox)
Pour les articles homonymes, voir Élixir.
 (octobre 2012).
Elixir est un kit de développement pour créer des applications et des jeux vidéo sur Freebox. C'est en fait un binding en JavaScript des EFL (« Enlightenment Foundation Libraries »), les bibliothèques de l'environnement de bureau Enlightenment. Elixir est exécuté par SpiderMonkey.